# Гравітаційний стелаж

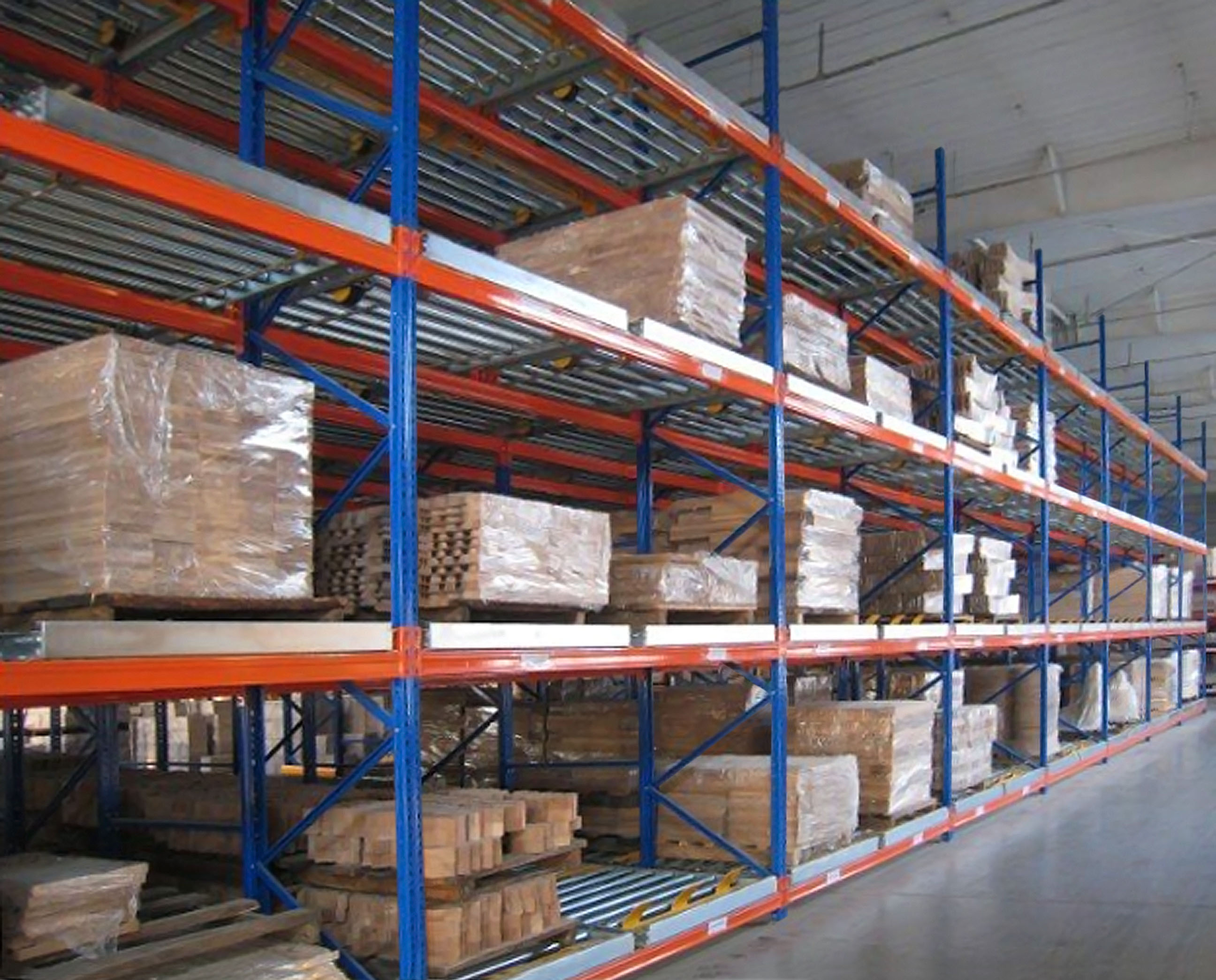
Гравітаційний палетний стелаж

Гравітаційний стелаж (роликовий) — це стелажна система, яка використовується для складування продукції на роликових доріжках, які розташовані під кутом 3-5% до горизонту.
Даний тип стелажів має широке застосування. Вони використовуються для складування великого обсягу товарів при високому складському обороті у харчовій, косметичній, хімічній та фармацевтичній промисловості. Широкого поширення гравітаційні стелажі набули на виробничих та накопичувально-розподільчих складах.
Роликові стелажі використовують складську площу ефективніше, ніж фронтальні завдяки відсутності міжстелажних проходів. На роликових стелажах складування здійснюється за принципом FIFO (першим поступив — першим відвантажений). Вантаж рухається по стелажу до місця вивантаження за рахунок власної ваги і процес вантажообігу стає значною мірою автоматизованим. Циліндричні ролики служать несучими елементами конвеєрів, а швидкість руху палет контролюється гальмівними роликами. При завантаженні перший піддон зупиняється, досягнувши упору. Для уникнення тиску задніх піддонів на передній вони розділяються системою роздільників навантаження. Це дає можливість безперешкодно знімати піддони зі стелажів.
Гравітаційні стелажі дозволяють зберігати велику кількість вантажу, використовуючи практично 80% площі приміщення складу. Зони завантаження та розвантаження розділені, за рахунок чого зростає продуктивність праці персоналу. При цьому для обробки вантажів потрібна мінімальна кількість персоналу та техніки. Гравітаційні стелажі обслуговуються практично будь-якими моделями штабелерів або навантажувачів.
Гравітаційні поличкові стелажі

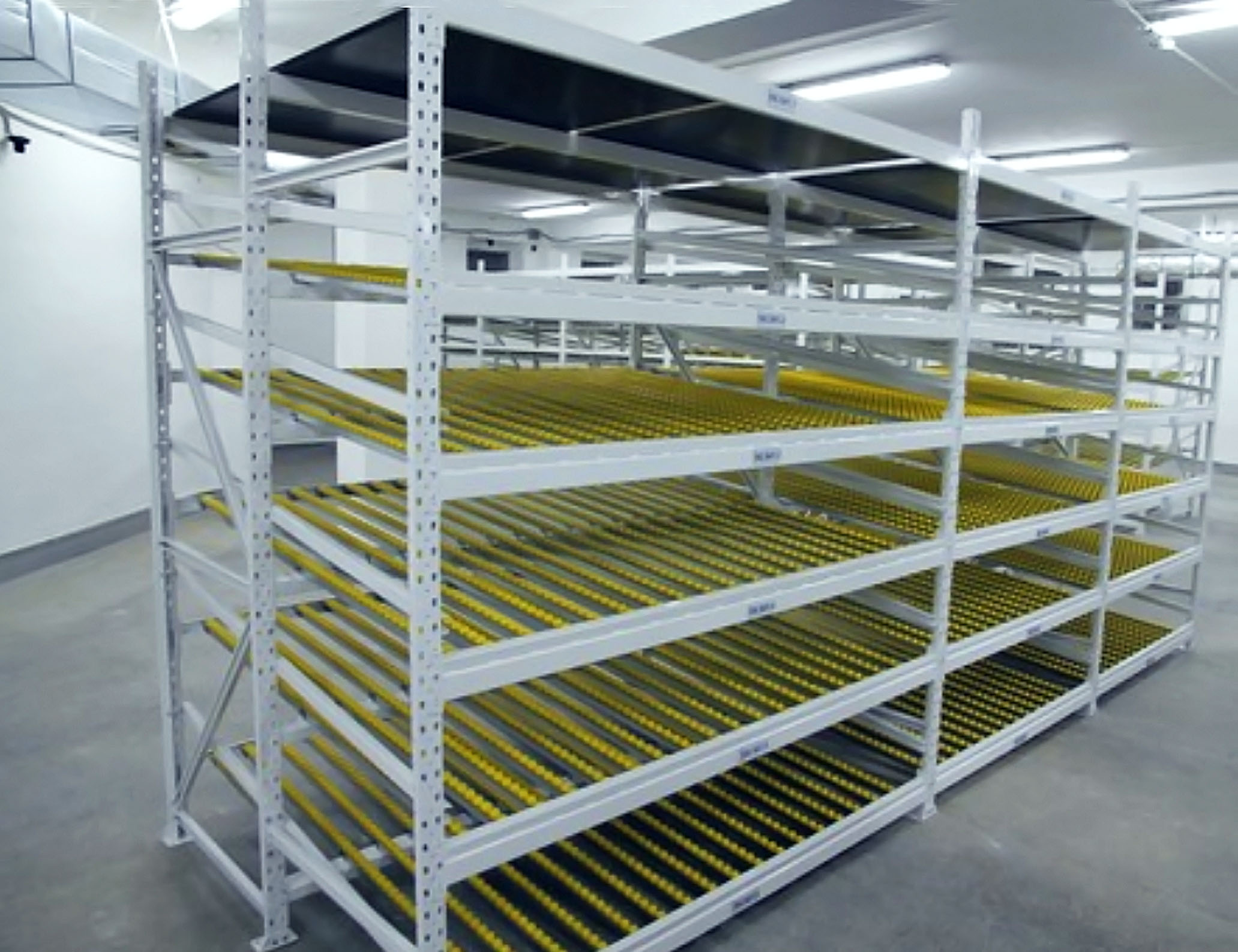
Гравітаційний поличковий стелаж

Гравітаційний поличковий стелаж побудований на тій же основі що й палетний. Він складається з роликових доріжок, встановлених на рівнях стелажа. Завантаження та вивантаження продукції відбувається з різних сторін, а роликові доріжки переміщають вантаж під дією сили тяжіння. Робота здійснюється за принципом FIFO для різних типів об'єктів складування (ящики, коробки, пластикові контейнери і т. д.). При цьому забезпечується постійна подача товарів, у робочу зону для комплектації та складання. Інший варіант гравітаційних стелажів працює на основі похилих площин ковзання, без використання роликів.